# NGC 7635
NGC 7635 sau Caldwell 11 (sau Nebuloasa Bula) este o regiune H II din constelația Cassiopeia. 